# Харпер, Беверли
Пример использования
Беверли Харпер (англ. Beverley Harper,) — австралийская писательница, автор романов, действие которых происходит в Африке.

## Биография
Харпер родилась в Буллай, Новый Южный Уэльс, в 1941 году. 
В 1967 году она посетила Африку. Хотя она собиралась остаться там всего на один год, она прожила там до 1988 года, когда вернулась в Австралию.
Большинство романов Харпер были переведены на немецкий язык и опубликованы издательством Bastei Lübbe. Её последний роман «Следы льва» был дописан её мужем после смерти Беверли от рака в 2002 году. Её прах покоится на берегу реки Ботети в Ботсване.

## Произведения

### Романы
- Harper, Beverley (1996), Storms over Africa, Pan Books, ISBN 978-0-330-35578-0
- — (1997), Edge of the rain, Macmillan, ISBN 978-0-7329-0899-7
- — (1998), Echo of an angry god, Pan Macmillan, ISBN 978-0-7329-0925-3
- — (1999), People of heaven, Pan Macmillan Australia, ISBN 978-0-7329-0982-6
- — (2000), The forgotten sea, Pan Macmillan, ISBN 978-0-7329-1030-3
- — (2001), Jackal's dance, Pan Macmillan, ISBN 978-0-7329-1098-3
- — (2002), Shadows in the grass, Macmillan, ISBN 978-0-7329-1140-9
- — (2004), Footprints of lion, Macmillan, ISBN 978-0-7329-0966-6

### Переводы на немецкий язык
- Harper, Beverley (2000), Das Gold von Malawi : Roman (1. Aufl ed.), Wunderlich, ISBN 978-3-8052-0665-5
- — (2000), Das Herz von Afrika : Roman, Wunderlich Taschenbuch, ISBN 978-3-499-26234-0
- — (27 мая 2004), Sonne über dunklem Land, Bastei Lübbe (published 2004), ISBN 978-3-404-15079-3
- —; Ritterbach, Barbara (12 сентября 2005), Sturm über verschlungenen Pfaden : Roman, Bastei Lübbe (published 2004), ISBN 978-3-404-15237-7
- — (17 июля 2007), Heller Mond in schwarzer Nacht, Bastei Lübbe (published 2005), ISBN 978-3-404-15325-1
- —; Ritterbach, Barbara (8 апреля 2006), Im letzten schein der sterne : roman, Lubbe (published 2006), ISBN 978-3-404-15486-9
- — (12 декабря 2007), Das Flüstern des Windes : Roman (2. Auflage ed.), Bastei Lübbe (published 2007), ISBN 978-3-404-15640-5
- —; Ritterbach, Barbara (2007), Im ersten Glanz der Sonne (1st ed.), Bastei Lübbe, ISBN 978-3-404-15779-2

### Рассказы
- "Unclaimed Melody" в Anthology (1994), Summer of Love (1st ed.), Pan Australia, ISBN 978-0-330-35608-4
- "Festival of Lights" в Harding, Traci; Irvine, Ian, 1950-; Harper, Beverley (2000), Mystery, magic, voodoo & the Holy Grail, Voyager, ISBN 978-0-7322-6580-9{{citation}}:  Википедия:Обслуживание CS1 (множественные имена: authors list) (ссылка) Википедия:Обслуживание CS1 (числовые имена: authors list) (ссылка)
- "Who Wins, Dared" в Bacia, Jennifer (2001), Love, obsession, secrets & lies, HarperCollins, ISBN 978-0-7322-7056-8